# Espígol retallat
L'espígol retallat  o tomaní (Mallorca) (Lavandula dentata) és una planta llenyosa de la família de les lamiàcies que s'estén per la regió mediterrània occidental, Macaronèsia (Madeira, Canàries) i sud-oest d'Àsia. Viu a les zones costaneres de l'est i sud de la península Ibèrica i Balears, des del nivell del mar fins als 400 m d'altitud. Habita en llocs secs i assolellats, terrenys calcaris, indrets de matolls i bosc baix. És una planta robusta, aromàtica i llenyosa de fins a 1,3 m d'alçada.

## Descripció
Fulles oposades, oblongues, linears lleugerament lanceolades d'1,5-3,5 cm de llarg, amb el marge dividit en dents arrodonides. Limbe verd grisenc a l'anvers, tomentós i gris al revers.
Flors reunides en espiga d'entre 6 i 10 verticils, d'entre 2,5 i 5 cm de llargada. Esporòfits de 5–8 mm de llarg, ovalats o circulars, punxeguts, més o menys pubescents, de color violat marronós. L'espiga està coronada per unes bràctees color porpra.
La flor té un calze de 5–6 mm de llarg amb 13 nervis. Corol·la de 8 mm de llarg, bilabiada. Llavi superior bilobat, llavi inferior trilobat, amb 4 estams, 2 de més curts.